# Guasave (kommun)
Guasave är en kommun i Mexiko.   Den ligger i delstaten Sinaloa, i den västra delen av landet, 1 200 km nordväst om huvudstaden Mexico City. Antalet invånare är 295 353. Arean är 3 464 kvadratkilometer.
Terrängen i Guasave är platt åt sydväst, men åt nordost är den kuperad.
Följande samhällen finns i Guasave:
- Guasave
- Leyva Solano
- Juan Jose Rios
- Adolfo Ruíz Cortínes
- La Trinidad
- El Burrión
- Tamazula
- El Varal
- El Huitusi
- La Brecha
- Colonia 24 de Febrero
- Javier Rojo Gómez
- Orba
- Buen Retiro
- Las Quemazones
- Estación Capomas
- Ladrilleras de Ocoro
- Gambino
- Terahuito
- Francisco R. Serrano
- El Huitussi y Anexos
- Ejido Figueroa
- Carboneras
- El Campesino
- Vicente Guerrero
- Utatave
- Ranchito de Zavala
- Las Crucecitas
- Ranchito de Inzunza
- San Sebastián Número Dos
- La Chuparrosa
- El Amole
- Las Juntas de Chamicari
- San Gabriel
- Las Playas
- El Cuitabón
- La Sabanilla
- Héroes Mexicanos
- El Platanito
- Cinco de Mayo
- Las Colonias
- Ejido Abelardo L. Rodríguez
- La Escalera
- Las Culebras
- Plan del Río
- La Cuestona
- Cubilete Número Dos
- Cuesta de Arriba
- Ejido Chino de los López
- Emilio Portes Gil
- Maximiliano R. López
- Ejido Treinta y Ochito
- Campo Crucero
- La Guamuchilera
- Las Pitahayitas
- Flor de Mayo
- Ejido los Pinitos
- Las Higueras
- San José Agrícola
- Miguel Hidalgo
- Los Hornos Número Dos
- Ejido Callejón de Tamazula
- El Dorado Número Uno
- Campo Treinta y Ocho
- Las Cuchillas
- Chino de los López
- La Cuerda
- Valle de Huyaqui
- San Francisco de Capomos
- San Marcial
- El Papachal
- La Entrada Vieja
- El Dorado Número Dos
- Campo Bórquez
- Tres de Mayo
- Ejido el Tecomate
- Norotío
- Las Moritas
- Jesús María
- Ranchito de Caimanero
- Río Viejo
- Tierra y Libertad
- Las Compuertas
- Babujaqui
- Dorado Número Tres
- La Esmeralda
- Norotíos Cuba
- El Mezquitón
- Tapachula
- Las Ladrilleras del Burrión
- Agua Blancona
- La Curva
- Ejido Charco Largo
- Los Tesitos
- Las Palmitas
- 15 de Octubre
- El Pochote
- Agua Escondida
- 22-15 Campo Pesquero
- La Palmita
- El Alto
- San Pascual
- Cuatro Caminos
- Las Cruces